# Boulder
Boulder es una ciudad ubicada en el condado de Boulder en el estado estadounidense de Colorado. En el Censo de 2010 tenía una población de 97 385 habitantes y una densidad poblacional de 1.463,97 personas por km².
Se estima que la población de Boulder fue de 105,673 habitantes en 2019. Es la sede del campus principal de la Universidad de Colorado, la universidad más grande del estado. La ciudad recibe con frecuencia altas calificaciones en arte, salud, bienestar, calidad de vida y educación.

## Geografía

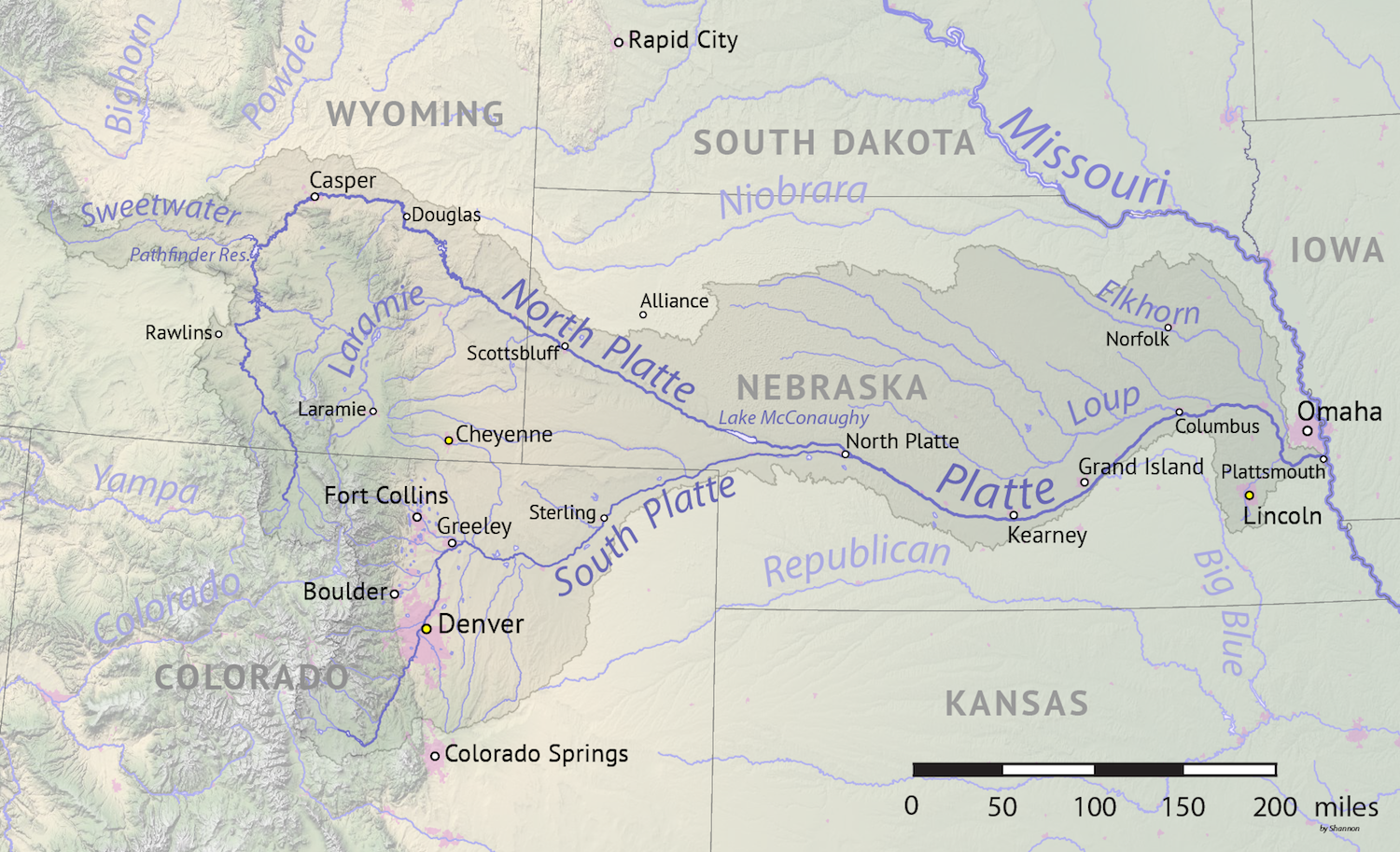
Mapa del río Platte en el que aparece —a la izquierda— Boulder.

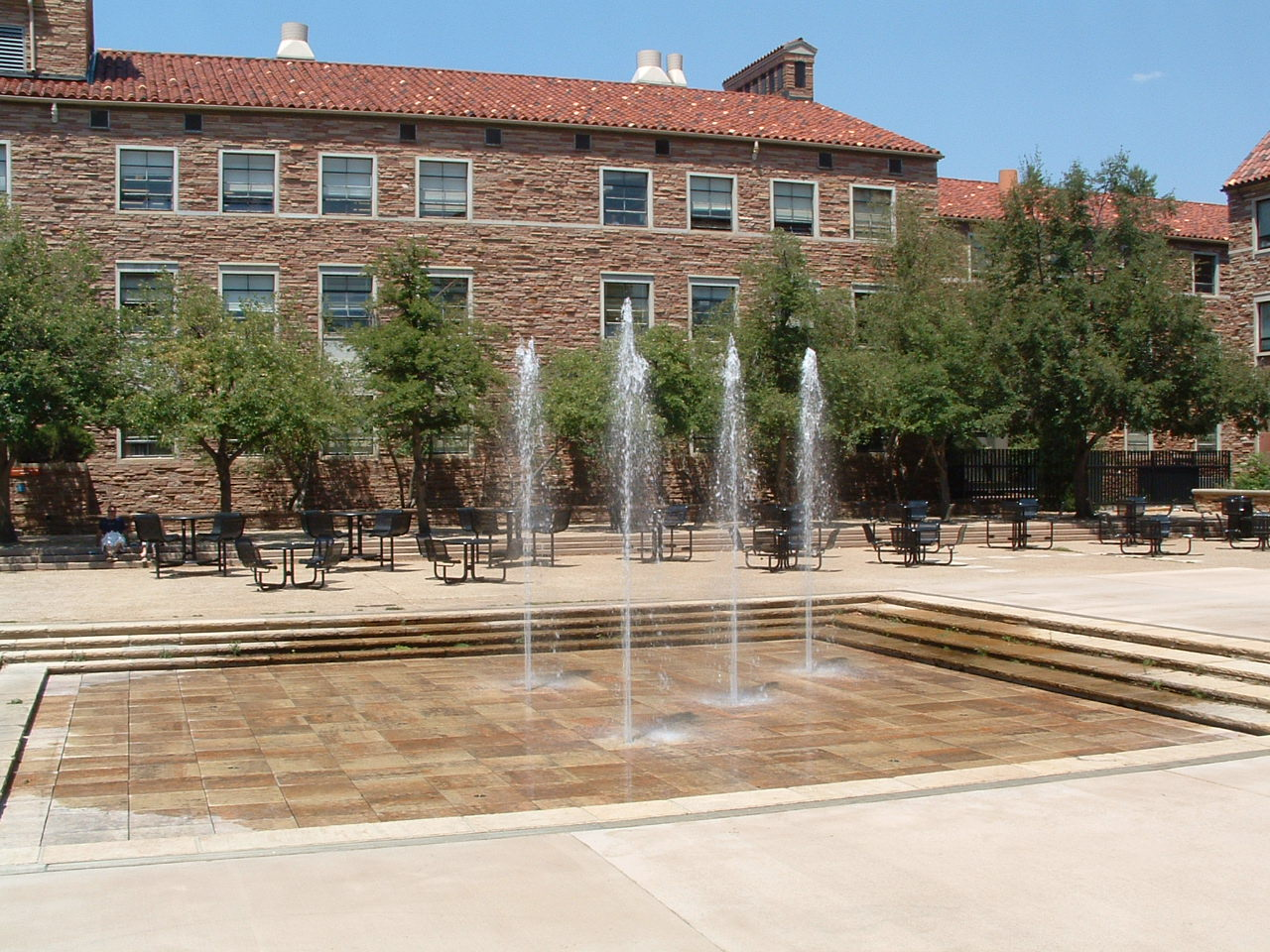
Facultad de química de la Universidad de Colorado en Boulder.

Según la Oficina del Censo de los Estados Unidos, Boulder tiene una superficie total de 66.52 km², de la cual 63.88 km² corresponden a tierra firme y (3.97%) 2.64 km² es agua.

## Demografía
Según el censo de 2010, había 97.385 personas residiendo en Boulder. La densidad de población era de 1.463,97 hab./km². De los 97.385 habitantes, Boulder estaba compuesto por el 88% blancos, el 0.9% eran afroamericanos, el 0.44% eran amerindios, el 4.73% eran asiáticos, el 0.08% eran isleños del Pacífico, el 3.22% eran de otras razas y el 2.63% pertenecían a dos o más razas. Del total de la población el 8.74% eran hispanos o latinos de cualquier raza.

## Educación
El Distrito Escolar del Valle de Boulder gestiona las escuelas públicas.

## Cultura popular
- Esta localidad ha sido utilizada por el escritor Stephen King para ambientar algunas de sus obras, tales como El resplandor (1977), The Stand o Misery. De hecho, King residió en la localidad durante la década de los 70.

- La comedia televisiva Mork y Mindy emitida entre los años 1978 y 1982 estaba  ambientaba en esta localidad.
- Esta localidad es mencionada en la canción "Highwayman" (1984), del supergrupo The Highwaymen.
- Esta ciudad es mencionada en el episodio "Good Bye Michael" de la sitcom The Office, como la ciudad a la que se mudará Michael Scott junto a Holly Flax al renunciar a Dunder Mifflin.

## Nativos célebres
- John Currin (n. 1962), pintor.
- Manuel Carrera IV (n. 1990), ilustrador y bailarín.
- Jello Biafra (n. 1958), músico estadounidense punk y activista político.
- Margo Hayes (n. 1998), escaladora profesional.
- Kristin Davis (n. 1965), actriz.

## Ciudades hermanadas
- Dushambé, Tayikistán
- Jalapa, Nicaragua
- Lhasa, China
- Ciudad Mante, México
- Yamagata, Japón
- Yateras, Cuba

## Galería de fotos

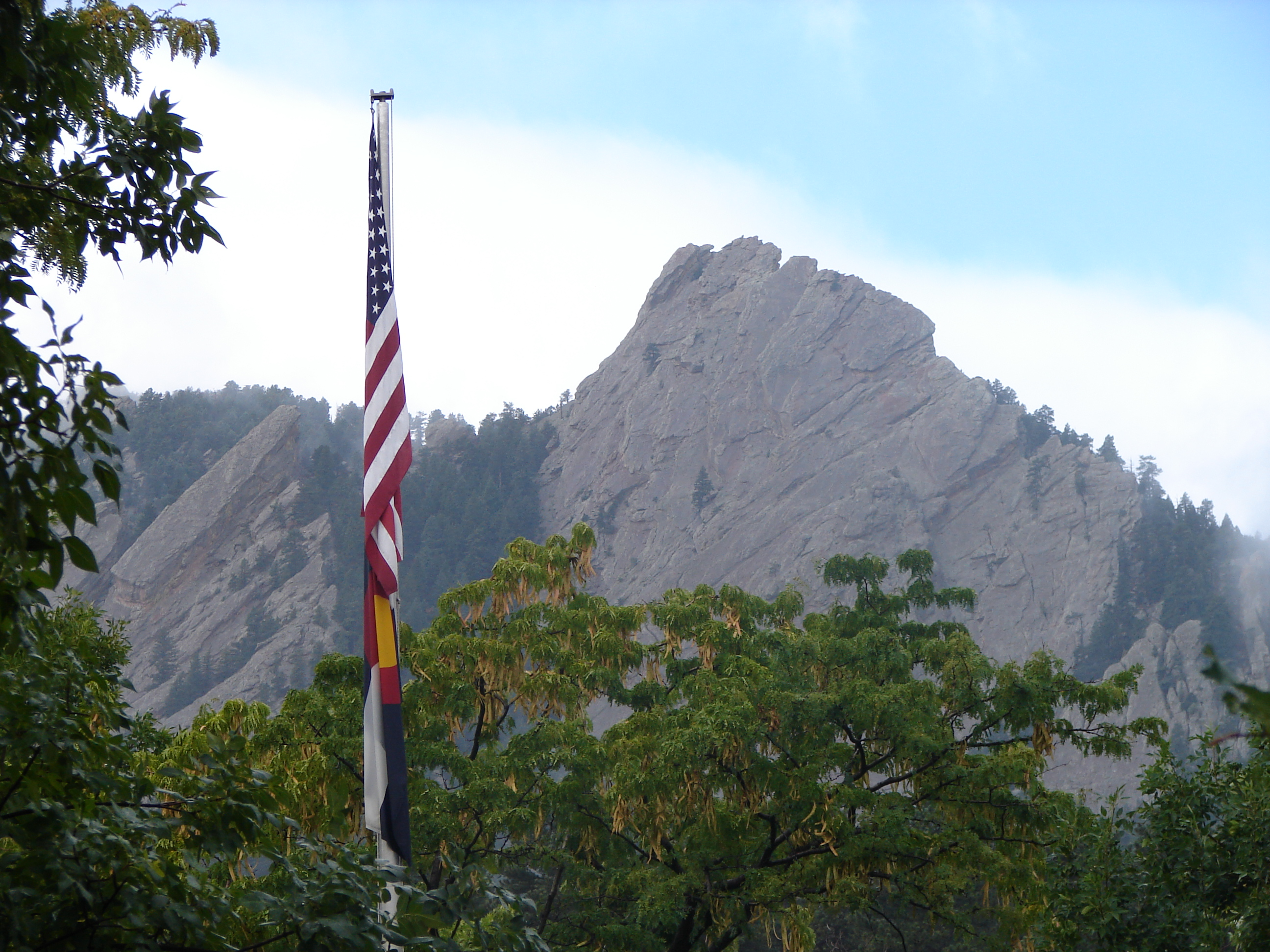
Flat Irons, montaña en el parque Chatauqua, Montañas Rocosas. Boulder, Colorado
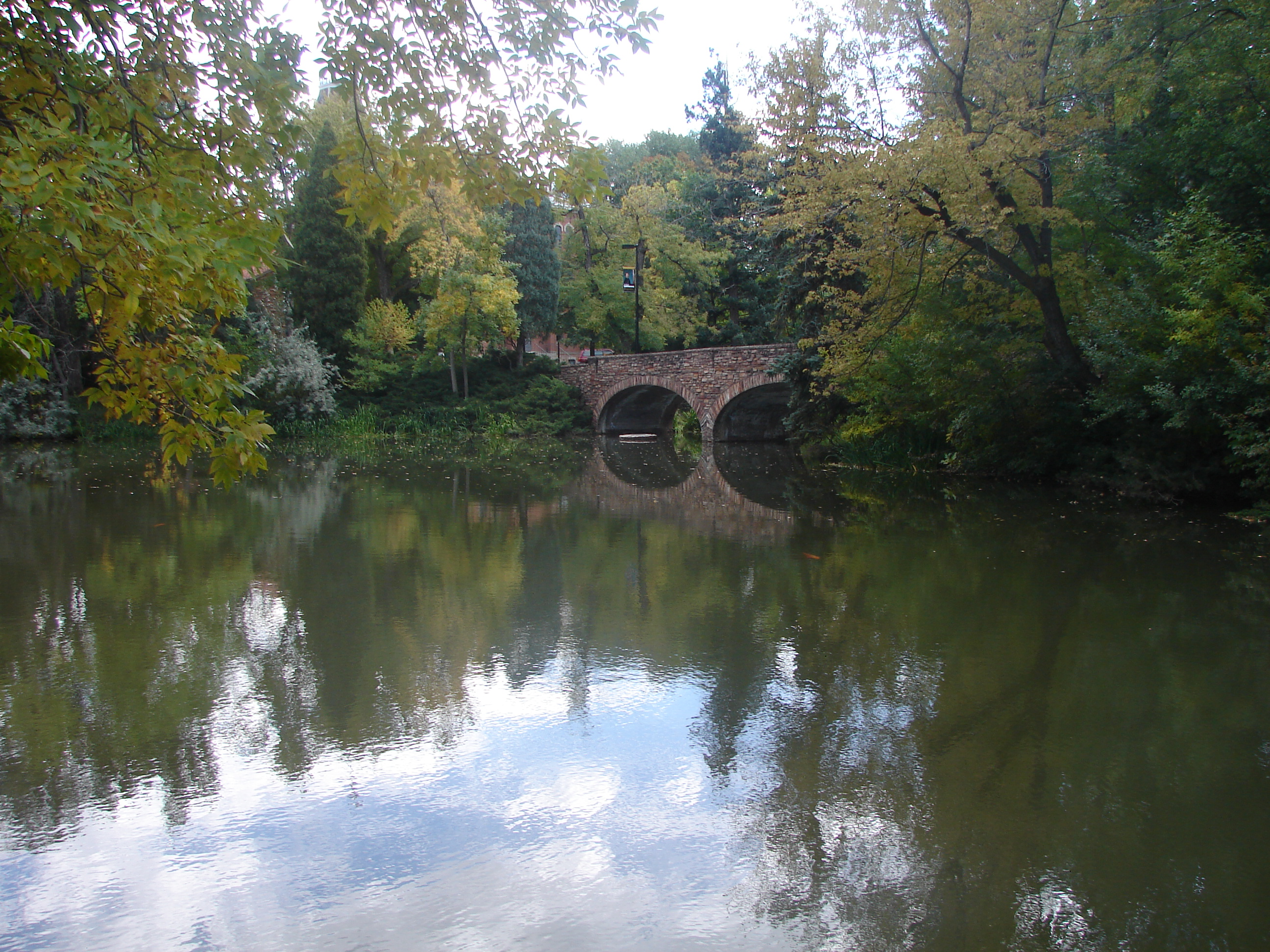
Lago del campus de la Universidad de Colorado en Boulder
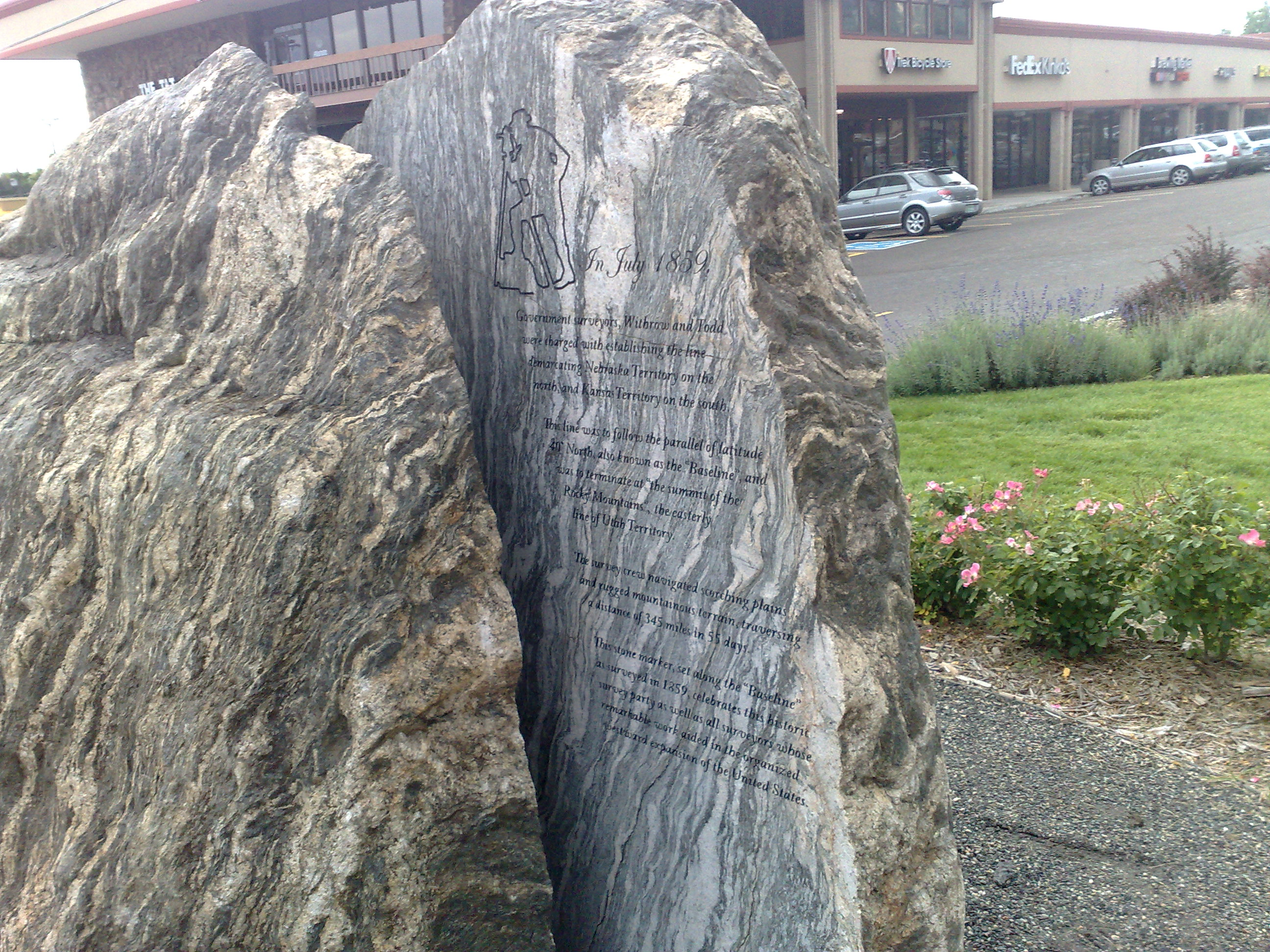
Monumento topográfico de la creación de Boulder, Colorado. Baseline, Paralelo 40